# Atlapetes fulviceps
Atlapetes fulviceps е вид птица от семейство Овесаркови (Emberizidae).

## Разпространение
Видът е разпространен в Аржентина и Боливия.